# Miltochrista rhipiptera
Miltochrista rhipiptera is een beervlinder uit de familie van de spinneruilen (Erebidae). De wetenschappelijke naam van de soort is voor het eerst geldig gepubliceerd door Wileman & West.